# Haematopota brulli
Haematopota brulli är en tvåvingeart som beskrevs av Leclercq 1960. Haematopota brulli ingår i släktet Haematopota och familjen bromsar.
Artens utbredningsområde är Kongo. Inga underarter finns listade i Catalogue of Life.